# Consiglio regionale dei Paesi della Loira
Il Consiglio regionale dei Paesi della Loira (in francese Conseil régional des Pays de la Loire) è l'assemblea deliberativa della regione francese dei Paesi della Loira, una collettività territoriale decentrata che agisce sul territorio regionale. 
È composto da 93 consiglieri regionali eletti per un periodo di sei anni a suffragio universale diretto e ha sede a Nantes, presso l'Hôtel de Région, situato sull'isola di Nantes.

## Organizzazione e funzionamento
I seggi di questa regione sono distribuiti per dipartimento:
- 35 consiglieri per la Loira Atlantica;
- 19 consiglieri per il Maine e Loira;
- 17 consiglieri per la Vandea;
- 15 consiglieri per la Sarthe;
- 7 consiglieri per la Mayenne.